# Ba Đồn
 Ba Đồn  (en idioma vietnamita: Thi tran Đơn Ba) es una población y una localidad, en la región de Costa Central del Norte, provincia de Quảng Bình, en el distrito de Quảng Trạch (la capital de distrito) y Vietnam. El municipio es el asiento y el distrito ubicado sobre la carretera nacional 1, a unos 40 km al norte de la capital de la provincia de Dong Hoi ciudad. El municipio es el centro comercial y de servicios abasteciendo las zonas rurales circundantes. Las actividades económicas son: comercio, servicios administrativos. En Ba Đơn se está proyectando y convirtiendo en un municipio de 3ª (ciudad o thi xa). Este es el municipio más rico de la provincia de Quang Binh.
- Datos: Q83385
- Multimedia: Ba Đồn / Q83385